# Leone Frollo

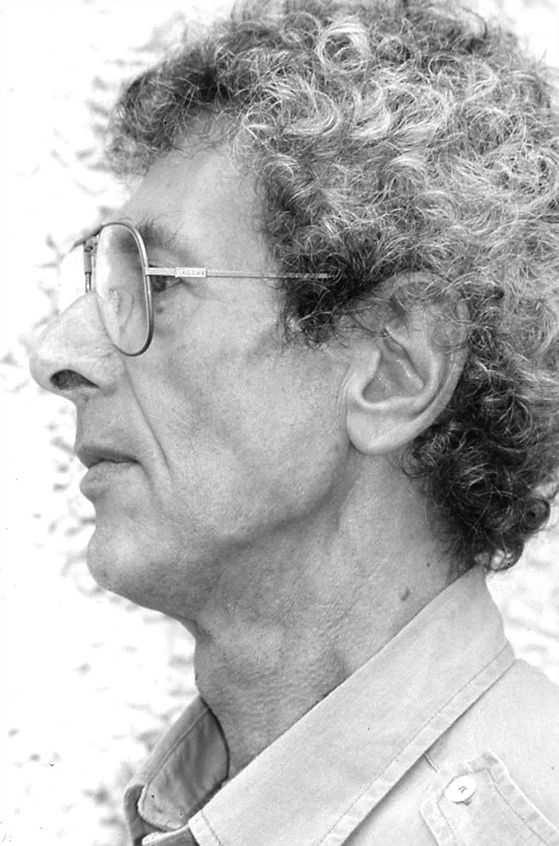
Leone Frollo (1992)

Leone Frollo (* 9. April 1931 in Venedig; † 17. Oktober 2018 ebenda) war ein italienischer Comiczeichner und -autor.
Seinen ersten Comic mit dem Titel Sui Grandi Laghi veröffentlichte Frollo im Jahr 1948 als Fortsetzungsgeschichte in einer Zeitung. Nach dem Abschluss eines Architekturstudiums zeichnete er in den Jahren 1958 bis 1963 für den britischen Comicmarkt diverse Kriegsgeschichten. Nach 1963 veröffentlichte Frollo mehrere Geschichten im Corriere dei piccoli und zeichnete mehrere Abenteuer von Perry Rhodan für den deutschen Markt. Ab den späten 1960er Jahren bis in die 1980er Jahre hinein zeichnete er diverse Genres, sein Schwerpunkt lag jedoch im Bereich Erotik.
Auf Deutsch sind von Frollo unter anderem die Erotik-Comics Casino: Die letzte Jungfrau von Paris und Mona Street erschienen.